# Ширли (Њујорк)
Ширли (енгл. Shirley) насељено је место без административног статуса у америчкој савезној држави Њујорк.

## Демографија
По попису из 2010. године број становника је 27.854, што је 2.459 (9,7%) становника више него 2000. године.
| Група             | 2000.          | 2010.          |
| Белци             | 20.995 (82,7%) | 19.966 (71,7%) |
| Афроамериканци    | 845 (3,3%)     | 1.997 (7,2%)   |
| Азијати           | 312 (1,2%)     | 720 (2,6%)     |
| Хиспаноамериканци | 2.749 (10,8%)  | 4.781 (17,2%)  |
| Укупно            | 25.395         | 27.854         |